# Premio The Best FIFA de 2016
Los The Best FIFA Football Awards se celebraron el 9 de enero de 2017 en Zúrich, Suiza.
Los criterios de selección para los jugadores (masculinos y femeninos) del año fueron: el rendimiento deportivo, así como la conducta general dentro y fuera del campo entre el 20 de noviembre de 2015 y el 22 de noviembre de 2016. Los criterios de selección para los entrenadores del año son: el rendimiento y el comportamiento general de sus equipos dentro y fuera del campo entre el 20 de noviembre de 2015 y el 22 de noviembre de 2016.
Los votos serán decididos por periodistas, entrenadores de selecciones nacionales y capitanes de selecciones nacionales. En octubre de 2016, se anunció que también se permitiría votar al público en general. 
Cada grupo contará con el 25% del voto global.

## Categoría masculina

### Mejor jugador
| Posición   | Futbolista        | Club                 | Total de votos | Votos de Entrenadores | Votos de Capitanes | Votos de Periodistas | Votos del Público |
| Finalistas | Finalistas        | Finalistas           | Finalistas     | Finalistas            | Finalistas         | Finalistas           | Finalistas        |
| ---------- | ----------------- | -------------------- | -------------- | --------------------- | ------------------ | -------------------- | ----------------- |
| 1          | Cristiano Ronaldo | Real Madrid C. F.    | 34.54%         | 8.5%                  | 9.66%              | 10.5%                | 5.88%             |
| 2          | Lionel Messi      | F. C. Barcelona      | 26.42%         | 7.08%                 | 7.52%              | 5.5%                 | 6.32%             |
| 3          | Antoine Griezmann | Atlético de Madrid   | 7.53%          | 2.27%                 | 1.35%              | 2.8%                 | 1.11%             |
| Top-10     |                   |                      |                |                       |                    |                      |                   |
| 4          | Neymar            | F. C. Barcelona      | 6.23%          |                       |                    |                      |                   |
| 5          | Luis Suárez       | F. C. Barcelona      | 5.11%          |                       |                    |                      |                   |
| 6          | Gareth Bale       | Real Madrid C. F.    | 4.62%          |                       |                    |                      |                   |
| 7          | Riyad Mahrez      | Leicester City F. C. | 2.20%          |                       |                    |                      |                   |
| 8          | Gianluigi Buffon  | Juventus F. C.       | 1.85%          |                       |                    |                      |                   |
| 9          | Andrés Iniesta    | F. C. Barcelona      | 1.69%          |                       |                    |                      |                   |
| 10         | Toni Kroos        | Real Madrid C. F.    | 1.25%          |                       |                    |                      |                   |

| 11 | Alexis Sánchez     | Arsenal F. C.             | 1.19% |
| 12 | Robert Lewandowski | F. C. Bayern              | 0.93% |
| 13 | Luka Modrić        | Real Madrid C. F.         | 0.89% |
| 14 | Mesut Özil         | Arsenal F. C.             | 0.86% |
| 15 | Jamie Vardy        | Leicester City F. C.      | 0.81% |
| 16 | Manuel Neuer       | F. C. Bayern              | 0.80% |
| 17 | Sergio Ramos       | Real Madrid C. F.         | 0.70% |
| 18 | Zlatan Ibrahimović | París Saint-Germain F. C. | 0.50% |
| 19 | Paul Pogba         | Juventus F. C.            | 0.47% |
| 20 | Kevin De Bruyne    | Manchester City F. C.     | 0.46% |
| 21 | N'Golo Kanté       | Leicester City F. C.      | 0.40% |
| 22 | Sergio Agüero      | Manchester City F. C.     | 0.38% |
| 23 | Dimitri Payet      | West Ham United F. C.     | 0.17% |

### Mejor entrenador
| Posición   | Técnico         | Club o selección nacional | Total de votos | Votos de Entrenadores | Votos de Capitanes | Votos de Periodistas | Votos del Público |
| Finalistas | Finalistas      | Finalistas                | Finalistas     | Finalistas            | Finalistas         | Finalistas           | Finalistas        |
| ---------- | --------------- | ------------------------- | -------------- | --------------------- | ------------------ | -------------------- | ----------------- |
| 1          | Claudio Ranieri | Leicester City F. C.      | 22.06%         | 5.54%                 | 5.12%              | 7.16%                | 4.24%             |
| 2          | Zinedine Zidane | Real Madrid C. F.         | 16.56%         | 2.61%                 | 4.87%              | 3.93%                | 5.15%             |
| 3          | Fernando Santos | Portugal                  | 16.24%         | 4.42%                 | 3.11%              | 5.6%                 | 3.11%             |

| Resto de candidatos | Resto de candidatos | Resto de candidatos     | Resto de candidatos | Resto de candidatos | Resto de candidatos | Resto de candidatos | Resto de candidatos |
| #                   | Entrenador          | Club                    | Total de votos      |                     |                     |                     |                     |
| ------------------- | ------------------- | ----------------------- | ------------------- | ------------------- | ------------------- | ------------------- | ------------------- |
| 4                   | Diego Simeone       | Atlético de Madrid      | 12.98%              |                     |                     |                     |                     |
| 5                   | Pep Guardiola       | F. C. Bayern            | 11.13%              |                     |                     |                     |                     |
| 6                   | Luis Enrique        | F. C. Barcelona         | 8.32%               |                     |                     |                     |                     |
| 7                   | Jürgen Klopp        | Liverpool F. C.         | 7.71%               |                     |                     |                     |                     |
| 8                   | Didier Deschamps    | Francia                 | 1.97%               |                     |                     |                     |                     |
| 9                   | Chris Coleman       | Gales                   | 1.82%               |                     |                     |                     |                     |
| 10                  | Mauricio Pochettino | Tottenham Hotspur F. C. | 1.21%               |                     |                     |                     |                     |

## Categoría femenina

### Mejor jugadora
| Posición   | Futbolista         | Club               | Total de votos | Votos de Entrenadores | Votos de Capitanes | Votos de Periodistas | Votos del Público |
| Finalistas | Finalistas         | Finalistas         | Finalistas     | Finalistas            | Finalistas         | Finalistas           | Finalistas        |
| ---------- | ------------------ | ------------------ | -------------- | --------------------- | ------------------ | -------------------- | ----------------- |
| 1          | Carli Lloyd        | Houston Dash       | 20.68%         | 6.32%                 | 6.62%              | 2.99%                | 4.75%             |
| 2          | Marta              | Rosengård          | 16.60%         | 2.95%                 | 3.95%              | 3.01%                | 6.69%             |
| 3          | Melanie Behringer  | F. C. Bayern       | 12.34%         | 2.93%                 | 2.55%              | 5.5%                 | 1.36%             |
| Top-10     |                    |                    |                |                       |                    |                      |                   |
| 4          | Dzsenifer Marozsán | 1. FFC Frankfurt   | 11.68%         |                       |                    |                      |                   |
| 5          | Sara Däbritz       | F. C. Bayern       | 8.19%          |                       |                    |                      |                   |
| 6          | Saki Kumagai       | Olympique Lyonnais | 6.94%          |                       |                    |                      |                   |
| 7          | Lotta Schelin      | Olympique Lyonnais | 6.58%          |                       |                    |                      |                   |
| 8          | Christine Sinclair | Portland Thorns    | 5.99%          |                       |                    |                      |                   |
| 9          | Amandine Henry     | Portland Thorns    | 5.96%          |                       |                    |                      |                   |
| 10         | Camille Abily      | Olympique Lyonnais | 5.04%          |                       |                    |                      |                   |

### Mejor entrenadora
| Posición   | Técnico      | Club o Selección nacional | Total de votos | Votos de Entrenadores | Votos de Capitanes | Votos de Periodistas | Votos del Público |
| Finalistas | Finalistas   | Finalistas                | Finalistas     | Finalistas            | Finalistas         | Finalistas           | Finalistas        |
| ---------- | ------------ | ------------------------- | -------------- | --------------------- | ------------------ | -------------------- | ----------------- |
| 1          | Silvia Neid  | Alemania                  | 29.99%         | 7.74%                 | 7.2%               | 9.72%                | 5.33%             |
| 2          | Jill Ellis   | Estados Unidos            | 16.68%         | 4.56%                 | 4.94%              | 2.7%                 | 4.48%             |
| 3          | Pia Sundhage | Suecia                    | 16.47%         | 4.64%                 | 4.0%               | 4.85%                | 2.98%             |

| Resto de candidatos | Resto de candidatos     | Resto de candidatos | Resto de candidatos | Resto de candidatos | Resto de candidatos | Resto de candidatos | Resto de candidatos |
| #                   | Entrenador              | Club                | Total de votos      |                     |                     |                     |                     |
| ------------------- | ----------------------- | ------------------- | ------------------- | ------------------- | ------------------- | ------------------- | ------------------- |
| 4                   | John Herdman            | Canada              | 7.85%               |                     |                     |                     |                     |
| 5                   | Gérard Prêcheur         | Olympique Lyonnais  | 7.26%               |                     |                     |                     |                     |
| 6                   | Vadão                   | Brasil              | 6.0%                |                     |                     |                     |                     |
| 7                   | Martina Vos-Tecklenburg | Suiza               | 4.07%               |                     |                     |                     |                     |
| 8                   | Vera Pauw               | Sudáfrica           | 3.99%               |                     |                     |                     |                     |
| 9                   | Thomas Wörle            | F. C. Bayern        | 3.96%               |                     |                     |                     |                     |
| 10                  | Philippe Bergeroo       | Francia             | 3.73%               |                     |                     |                     |                     |

## Mejor gol del año
| Posición | Futbolista         | Club         | Total de votos |
| -------- | ------------------ | ------------ | -------------- |
| 1        | Mohd Faiz Subri    | Pulau Penang | 59,46%         |
| 2        | Marlone            | Corinthians  | 22,86%         |
| 3        | Daniuska Rodríguez | Venezuela    | 10,01%         |

## Premio Juego Limpio
| Ganador           |
| ----------------- |
| Atlético Nacional |

## Premio a la afición
| Ganador                          |
| -------------------------------- |
| B. V. Borussia / Liverpool F. C. |

## Premio a la trayectoria
| Ganador |
| ------- |
| Falcão  |

## FIFA FIFPro World 11
| Nombre            | Club(s)                            |
| Portero           | Portero                            |
| ----------------- | ---------------------------------- |
| Manuel Neuer      | F. C. Bayern                       |
| Defensas          |                                    |
| Dani Alves        | - F. C. Barcelona - Juventus F. C. |
| Gerard Piqué      | F. C. Barcelona                    |
| Sergio Ramos      | Real Madrid C. F.                  |
| Marcelo           | Real Madrid C. F.                  |
| Centrocampistas   |                                    |
| Luka Modrić       | Real Madrid C. F.                  |
| Toni Kroos        | Real Madrid C. F.                  |
| Andrés Iniesta    | F. C. Barcelona                    |
| Delanteros        |                                    |
| Lionel Messi      | F. C. Barcelona                    |
| Luis Suárez       | F. C. Barcelona                    |
| Cristiano Ronaldo | Real Madrid C. F.                  |

### Nominados
| POR             | Claudio Bravo, Gianluigi Buffon, David de Gea, Keylor Navas, Manuel Neuer |
| DEF             | David Alaba, Jordi Alba, Daniel Alves, Serge Aurier, Héctor Bellerín, Jérôme Boateng, Leonardo Bonucci, Dani Carvajal, Giorgio Chiellini, David Luiz, Diego Godín, Mats Hummels, Philipp Lahm, Marcelo, Javier Mascherano, Pepe, Gerard Piqué, Sergio Ramos, Thiago Silva, Raphael Varane |
| MED             | Xabi Alonso, Sergio Busquets, Kevin De Bruyne, Eden Hazard, Andrés Iniesta, N'Golo Kanté, Toni Kroos, Luka Modrić, Mesut Ozil, Dimitri Payet, Paul Pogba, Ivan Rakitić, David Silva, Marco Verratti, Arturo Vidal                                                                         |
| DEL             | Sergio Agüero, Gareth Bale, Karim Benzema, Cristiano Ronaldo, Paulo Dybala, Antoine Griezmann, Gonzalo Higuaín, Zlatan Ibrahimović, Robert Lewandowski, Lionel Messi, Thomas Müller, Neymar, Alexis Sánchez, Luis Suárez, Jamie Vardy                                                     |
| Fuente: World11 | |